# Naevius Sutorius Macro
Pour les articles homonymes, voir Macron.
Macron (Quintus Naevius Cordus Sutorius Macro) (né vers 21 av. J.-C. et mort en 38 apr. J.-C.) est un préfet du prétoire romain du Ier siècle. Selon Tacite et Dion Cassius, il pourrait être l'assassin de l'empereur Tibère.

## Biographie
Les origines de ce Macron sont inconnues, mais elles doivent être modestes. En 31, il devient préfet du prétoire après avoir lu devant le Sénat une lettre de Tibère se concluant par la disgrâce de son prédécesseur Séjan, qu'il fait arrêter par les cohortes des vigiles commandées par le préfet Graecinus Laco, puis exécuter. Il prend ensuite une part active à l'élimination de sénateurs et de chevaliers.
Tacite, Suétone et Dion Cassius lui prêtent des intrigues pour plaire à Caius, héritier possible de Tibère vieillissant et futur Caligula, comme de pousser sa femme Ennia à sembler amoureuse de Caius,,. En mars 37, présent lorsque Tibère eut un malaise dans sa villa du cap Misène, Macron l’aurait fait étouffer sous un amas d’étoffes,. Suétone pour sa part n’incrimine pas Macron et rapporte diverses versions de la mort de Tibère : mort naturelle ou par absence de soins, mais aussi, par empoisonnement ou étouffement sous un coussin par Caligula. Cette version est toutefois contestée par les historiens modernes, qui jugent plus vraisemblable une mort naturelle,,,.
Caligula fit porter par Macron le testament de Tibère au Sénat, et fit casser la disposition qui léguait l'empire à son jeune petit-fils Gemellus Tibère. Une fois parvenu au pouvoir grâce à l'appui de Macron, Caligula va prendre ses distances jusqu'à se moquer ouvertement de lui. L'appui de Macron ne fut pas récompensé : Macron et son épouse Ennia furent forcés de se suicider sur ordre de Caligula peu après son arrivée au pouvoir,,.

## Mort
Selon les sources, plusieurs versions de la mort de Macron s'opposent. Ce qui est certain, c'est que Macron et sa femme furent contraints de se suicider. Fernand De Visscher avance que Caligula donna à Macron le titre de gouverneur d’Égypte, bien plus prestigieux que celui de préfet du prétoire, en remplacement d'Aulus Avilius Flaccus, coupable de persécutions envers les juifs d'Alexandrie. Macron et sa femme se rendirent à Ostie afin de s'embarquer pour l'Égypte, mais arrivés sur place, ils reçurent la visite de soldats qui les sommèrent de se suicider sur-le-champ. Si la nomination au gouvernement d’Égypte n'est pas vérifiée, le suicide sur ordre de Caligula est lui bel et bien communément reconnu.